# 科洛 (石勒苏益格-荷尔斯泰因州)
科洛（德語：Kollow）是德国石勒苏益格－荷尔斯泰因州的一个市镇。总面积8.21平方公里，总人口619人，其中男性302人，女性317人（2011年12月31日），人口密度75人/平方公里。